# Альяно-Терме
Альяно-Терме (итал. Agliano Terme) — город в Италии, расположен в регионе Пьемонт, подчинён административному центру Асти.
Население на 31 декабря 2010 года составляло 1685 человек, плотность населения составляет 109 чел./км². Занимает площадь 15 км². Почтовый индекс — 14041. Телефонный код — 00141.
Покровителем коммуны почитается святой апостол Иаков Старший, празднование 25 июля.